# Twelve Tree Copse katonai temető
A Twelve Tree Copse katonai temető (Twelve Tree Copse Cemetery) egy első világháborús nemzetközösségi sírkert a Gallipoli-félszigeten.

## Története
A szövetséges csapatok 1915. április 25-26-án szálltak partra a Gallipoli-félszigeten azzal a céllal, hogy kikényszerítsék Törökország kilépését a háborúból, az új front megnyitásával tehermentesítsék a nyugati frontot és utánpótlási utat nyissanak Oroszország felé.
A nemzetközösségi csapatok április 28-án támadást indítottak Achi Baba, a félsziget déli oldalát uraló hegyhát felé. Néhány kilométerre a céltól, Krithia közelében az akció kimerült. A törökök ellentámadással kísérleteztek, de visszaverték őket, majd május 6-8. között a 29. Francia Hadosztály, a 2. Ausztrál és az Új-zélandi Gyalogosdandár indított akciót, amely súlyos áldozatok árán nyert némi területet.
Május 1. és június első napjai között újabb erősítés érkezett, ugyanis partra szállt a 29. Indiai Dandár és a 42. (kelet-lancashire-i) Hadosztály. Június 4-én újabb szövetséges támadás indult, de csak kevés eredményt hozott. A nyáron további csatározások következtek, majd július 23-án a frontok teljesen megmerevedtek, és ez így maradt 1916. januárig.
A Twelve Tree Copse (Tizenkét fás csalit) temetőt a fegyvernyugvás után hozták létre elszigetelt, kicsi sírkertek felszámolásával. A legnagyobb közülük a Geoghegan's Bluff Cemetery volt, amelyben 925 katona nyugodott, aki főleg a Gully-szurdokért folyó 1915 június-júliusi harcokban estek el. A Fir Tree Cemeteryből a 29. Hadosztály és az Új-zélandi Gyalogosdandár halottait szállították át.
A temetőben 3361 nemzetközösségi katona nyugszik, vagy szerepel valamely emléktáblán. A földben nyugvó nem azonosított halottak száma 2221. Az azonosítottak közül 1123 brit, 13 új-zélandi, kettő ausztrál, egy pedig új-zélandi volt. A temetőben áll az ismeretlen helyen nyugvó új-zélandi hősi halottak emlékműve, amelyen 179 név szerepel. A félszigeten még három ehhez hasonló emlékművet állítottak.